# Symplocos pulchra
Espèce
Synonymes
- Eugenioides pulchrum Kuntze[2]
- Lodhra pulchra Miers[2]

Symplocos pulchra est une espèce de plantes à fleurs de la famille des Symplocaceae.

## Liste des sous-espèces
Selon Catalogue of Life (12 avril 2019) :
- sous-espèce Symplocos pulchra subsp. coriacea R. Gopalan & A. N. Henry
- sous-espèce Symplocos pulchra subsp. hispidula
- sous-espèce Symplocos pulchra subsp. pulchra
- sous-espèce Symplocos pulchra subsp. villosa

Selon Tropicos (12 avril 2019) (Attention liste brute contenant possiblement des synonymes) :
- sous-espèce Symplocos pulchra subsp. coriacea Gopalan & A.N. Henry
- sous-espèce Symplocos pulchra subsp. villosa Noot.

## Publication originale
- Icones Plantarum Indiae Orientalis 4: , t. 1230. 1850.